# 宇宿允人
宇宿 允人（うすき まさと、1934年11月8日 - 2011年3月5日）は、京都府出身の指揮者、トロンボーン奏者。旧名は山口 治だが、のちに婚家の姓を名乗り、宇宿 治となり、のち宇宿 允人と改名した。

## 略歴
京都市西陣で表具師の家庭に生まれ育つ。京都市立西陣小学校から京都市立上京中学校を経て同志社高等学校に入学するが経済的理由で中退し、京都市立堀川高等学校普通科に転校。同音楽科への転科を経て、1957年に東京芸術大学器楽科卒業後、ABC管弦楽団に入団。翌1958年、トロンボーンの師である嶋昇の誘いでNHK交響楽団に移籍。1960年から1968年までN響の首席トロンボーン奏者として活動。傍ら、フルトヴェングラーの指揮する音楽と彼の人柄に感銘を受けて指揮者を志し、管弦楽法と指揮法を近衛秀麿に師事し、指揮者として東京佼成ウインドオーケストラを指導した。この間の様子は、例えば筑摩書房「オーケストラの人びと」（原田三朗著）に記されている（当時山口と名乗っていた）他、ストラヴィンスキー客演の録画（大阪フェスティバルホールでのN響「火の鳥」）でも姿を見ることが出来る。
1962年、日本青年館で指揮者として初の自主リサイタルを開催。演奏はABC交響楽団にN響の有志が加わった混成楽団であり、この演奏会でソリストを務めたピアニストの宇宿嘉余子と後に結婚した。以後、労音主催によるABC交響楽団との指揮リサイタルを毎年行なうようになった。
1968年9月、指揮法とオーケストラの研究のため、N響からニューヨークに渡り、ニューヨーク・フィルハーモニーの演奏を研究。朝比奈隆の招きで日本に呼び戻され、1969年9月より大阪フィルハーモニー交響楽団の専任指揮者として活動。1970年、定期演奏会でのベートーヴェンの「ミサ・ソレムニス」により、指揮者としてはじめての大阪文化祭賞指揮者賞を受賞したが、大阪フィルからは1973年2月に雇い止めにされた。宇宿によると、雇い止めの理由は大阪文化祭賞受賞やN響出身という出自について朝比奈から不興を買ったことだったといい、朝比奈からの嫉妬を示唆している。
この間、1970年、神戸女学院大学の学生オケを母体としてヴィエール室内合奏団（関西フィルハーモニー管弦楽団の前身団体）を結成し、指導にあたった。1973年、ヴィヴァルディ「四季」・チャイコフスキー「弦楽セレナーデ」を指揮した演奏会にて再度、大阪文化祭賞を受賞した。
その後、文化庁の助成を受けるため、ヴィエール室内合奏団をヴィエール・フィルハーモニックと改称。この頃、大阪と東京を往復しつつ、幼稚園や中学校・高校・実業団のブラスバンドやオーケストラでも音楽指導と指揮にあたり、大学で教職課程の講師を務めた。1975年にはルーマニアに招かれて複数オーケストラで客演。1976年にはルーマニア音楽祭に招かれ、ヴィエール・フィルを指揮。「アンコールが１時間にも及ぶ演奏を行い、地元紙などから絶賛を浴びる。」同年、ベートーヴェンの第9の演奏で大阪府民劇場奨励賞受賞。
1981年、給料の値上げを要求するヴィエール・フィル楽団員の組合から楽団の代表権放棄と音楽監督辞任を迫られたことが内紛に発展し、ヴィエール・フィルを辞任し、関西を離れた。その理由について、宇宿は「（ヴィエールフィルが）権利ばかりを主張する、芸術から遊離した集団になっていってしまった」「財界の後援会も出来、これからといった時、突如片腕となっていたマネージャーも辞め、思い出しても鬱陶しい事件がおこり、やむなく決別することになった」と述べている。ヴィエール・フィルはその後現在の名称（関西フィルハーモニー管弦楽団）となり、宇宿の手を離れて再出発した。
ヴィエール・フィル辞任後は指揮者廃業を決意し、東京の自宅で庭仕事に明け暮れていたが、後援者である秋葉原のコンピュータ会社の社長の要請で指揮者として復帰。1982年以降、「東京芸術音楽協会」音楽監督として「宇宿允人の世界」という名称で連続的に演奏会を企画しており、一貫して指揮者として活動を続けた。新星日本交響楽団・新日本フィルハーモニー交響楽団・東京シティ・フィルハーモニック管弦楽団などの既存オケを指揮する時代もあったが、1988年以降は特設のオーケストラを結成している。オーケストラの名称はこの間、フィルハーモニアTOKYO、オリエンタル・バイオ・フィルハーモニー、フロイデフィルハーモニーと変遷してきた。団体の内実は、一部の固定メンバーを軸にして、演奏会の都度音大学生等を集めて結成した臨時団体である。宇宿の指揮者としての活動も、事実上これらの演奏会に限られている状況であったが、1994年にはローマ・チェンバーオーケストラで客演指揮している。
2011年3月5日、腎臓がんのため東京都新宿区の病院で死去。76歳没。
長女の宇宿由賀里、次女の宇宿栄里子は共にヴァイオリニスト。実弟の山口十郎は名古屋フィルハーモニー交響楽団のティンパニ奏者。
2011年7月9・16日放送の「西部邁ゼミナール」（TOKYO MX）は「孤高の指揮者宇宿允人を偲ぶ」と題され、宇宿由賀里が出演し故人の思い出を語った。

## 著書
- 宇宿允人（語り手）・西村彰史（書き手）『救曲のタクト』（東京経済、2003年）

## 関連図書
- 大和國男『腐りかけたクラシック音楽界への警鐘 ベートーヴェンの魂が響く 青少年の情操を育む指揮者・宇宿允人の音楽』（カズ出版、1995年）